# Gat (muziek)
Een Gat is een instrumentale compositie uit de Hindoestaanse muziek, en heeft in tegenstelling tot de eveneens instrumentaal uitvoerbare sargam geen tekst.
Er zijn drie typen, al naargelang het tempo waarvoor de gat is bedoeld:
- Vilambit gat (langzaam)
- Maddhya gat (gematigd tempo)
- Drut gat (snel)

Door toevoeging van het woord ati, kunnen de uitersten van het tempo nog verder gedreven worden:
- Ati vilambit (zeer langzaam, doorgaans met begeleiding in ektal; voor een ritmisch begeleide alap)
- Ati Drut (zeer snel, de maten van de tala worden de teleenheid; voor de jhala)